# Button

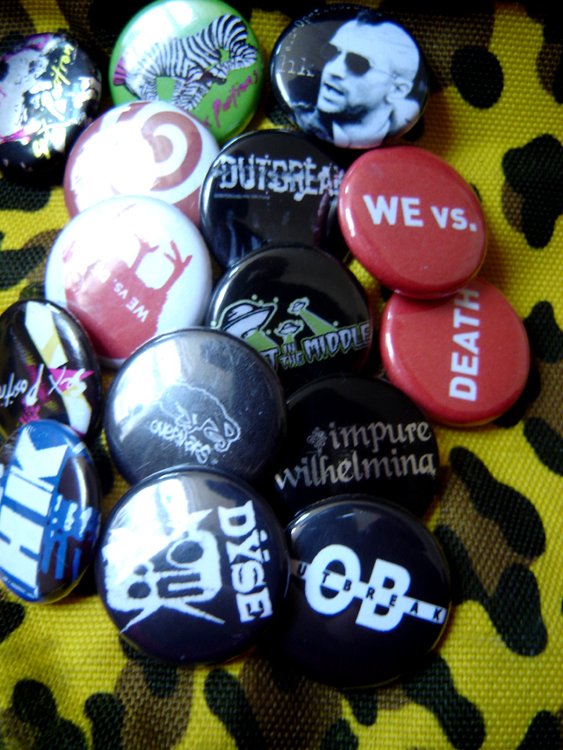
Verzameling buttons van rockbands

Een button is een rond voorwerp dat tijdelijk kan worden bevestigd aan kleding of accessoires als petten en tassen met behulp van een integraal van het object deeluitmakende speld, met op de voorzijde een afbeelding of tekst op papier voorzien van een laag transparante folie.

## Geschiedenis
De allereerste button was de knoop (in diverse uitvoeringen) gedragen door aanhangers van George Washington met daarop de tekst 'Long Live the President' tijdens diens beëdiging in 1789 als eerste president van de Verenigde Staten. Aan die knoop dankt de ons bekende button waarschijnlijk zijn naam.

## Soorten
- politiek/ideologisch - De button kan een boodschap uitdragen. De boodschap kan politiek of ideologisch getint zijn.[2]
- fandom - De button kan bijvoorbeeld duidelijk maken dat de drager fan is van een bepaalde band
- merchandise - Buttons kunnen worden gemaakt door bedrijven om hun merk of product te promoten.
- herkenbaarheid - Buttons kunnen worden gedragen door leden van de organisatie tijdens een evenement of congres, of ter beveiliging door werknemers van een groot bedrijf.
- sieraad - Buttons worden ook louter als sieraad gedragen.

## Patent
In 1985 heeft Sietze Zijl patent aangevraagd op de button.

## Productie
Aanvankelijk werden buttons alleen gemaakt in speciale buttonbedrijven zoals Recru B.V.in Enschede, maar met de komst van de buttonmachine die gehuurd kan worden, kan men zelf  buttons maken. Dit werd op grote schaal gedaan door actievoerders uit de jaren 80.

## Rage
In de jaren 60, 70 tot halverwege de jaren 80 was er sprake van een ware buttonrage. Deze rage kon ontstaan doordat de button gemakkelijk en goedkoop zelf te maken was. Zo ontstond er naast de inmiddels bekende Donald Duck- en Rolling Stones-buttons een genre buttons waarmee men zijn politieke voorkeur kenbaar kon maken. De vredes-, anti-kernenergie- en ban-de-bombuttons behoorden bij de eerste van deze generatie. Het persoonlijke was politiek vond men. Feministen, krakers, lesbische vrouwen en homomannen, anarchisten en tal van andere mensen liepen rond met hun visie op de wereld op jas of tas. 

## Verzamelingen
Buttons zijn geliefde verzamelobjecten voor musea, archieven en gemeenschappen. IHLIA LGBT Heritage heeft een collectie van 1000 buttons uit de lesbische en homobeweging in haar bezit, Atria heeft een collectie van een kleine 600 buttons uit de vrouwenbeweging, een enkele van de suffragettes van de eerste feministische golf en heel veel van de dolle mina's van de tweede feministische golf, het Vredesmuseum verzamelt buttons uit de vredesbeweging. Deze verzamelingen kunnen gebruikt worden als primaire bronnen voor historisch onderzoek naar de politieke bewegingen uit de jaren 60, 70 en 80.

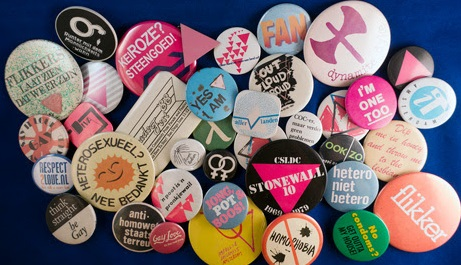
Verzameling homo/lesbische buttons van IHLIA